# Малая тростниковая крыса
Малая тростниковая крыса  (лат. Thryonomys gregorianus) — вид грызунов рода тростниковые крысы. Некоторые исследователи выделяют его в отдельный род Choeromys. Видовое название дано в честь шотландского исследователя Джона Уолтера Грегори (1864—1932). Она населяет не только влажные заболоченные места, но и сухие участки саванн, заросли кустарника на склонах гор на высоте до 2600 м над уровнем моря. Бывает активна днём. Питанием и образом жизни мало отличается от большой тростниковой крысы.
Обитает малая тростниковая крыса в Камеруне, Чаде, Конго, Судане, Эфиопии, Кении, Уганде, Малави, Танзании, Замбии и Зимбабве.